# Jack Eric Williams
Jack Eric Williams (Odessa, 28 marzo 1944 – New York, 28 gennaio 1994) è stato un attore, compositore, paroliere e tenore statunitense.
Recitò nell'Off Broadway nella commedia di Harold Pinter Il ritorno a casa nel 1974 e nel 1979 debuttò a Broadway nella produzione originale del musical Sweeney Todd: The Demon Barber of Fleet Street (1979). È autore di musical e operette, tra cui Mrs. Farmer's Daughter (Filadelfia, 1984) e Swamp Gas and Shallow Feelings: A Brand New Nashville Musical Fable.

## Filmografia

### Compositore
- Nightmare, regia di Romano Scavolini (1981)